# Mustela erminea richardsonii
Mustela erminea richardsonii es una subespecie de  mamíferos carnívoros  de la familia Mustelidae subfamilia Mustelinae.

## Distribución geográfica
Se encuentran en Norteamérica: el Yukon, la Bahía de Hudson, Terranova, Nueva Escocia, en Quebec, Ontario, Manitoba, Saskatchewan, Alberta y la Columbia Británica.